# IZOD IndyCar World Championship
Vegas Indy 300 (no Brasil: Grande Prêmio de Las Vegas) foi uma etapa da Indy Racing League entre as temporadas de 1996 e 2000, sendo disputado no Las Vegas Motor Speedway.

## Vencedores

### Indy Racing League
| Ano  | Data           | Corrida        | Vencedor       | Chassis | Motor         | Detalhes |
| ---- | -------------- | -------------- | -------------- | ------- | ------------- | -------- |
| 1996 | 15 de Setembro | Las Vegas 500K | Richie Hearn   | Reynard | Ford-Cosworth | Detalhes |
| 1997 | 11 de Outubro  | Las Vegas 500K | Eliseo Salazar | Dallara | Oldsmobile    | Detalhes |
| 1998 | 11 de Outubro  | Las Vegas 500K | Arie Luyendyk  | G-Force | Oldsmobile    | Detalhes |
| 1999 | 25 de Setembro | Vegas.com 500  | Sam Schmidt    | G-Force | Oldsmobile    | Detalhes |
| 2000 | 22 de Março    | Vegas Indy 300 | Al Unser, Jr.  | G-Force | Oldsmobile    | Detalhes |